# Spengler & Fürst

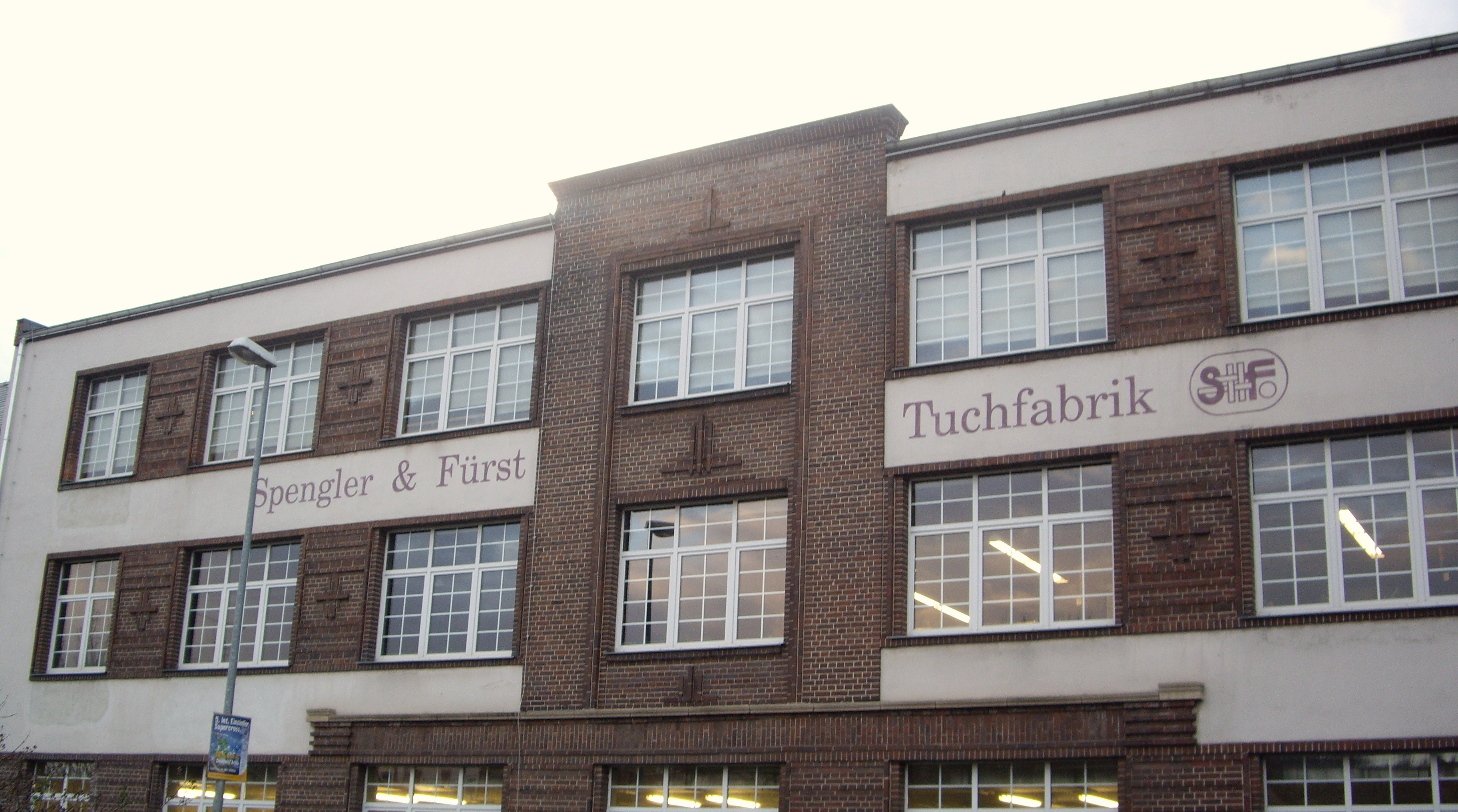
Spengler & Fürst in Crimmitschau

Die Spengler & Fürst GmbH & Co. KG ist eine traditionsreiche Textilfabrik mit Sitz in Crimmitschau.

## Unternehmensgeschichte
Das Unternehmen wurde 1837 von Carl Spengler als "Buckskin-, Cheviot- und Kammgarnfabrik" gegründet. Seither hat sich die Crimmitschauer Firma trotz vieler zwischenzeitlichen Wirtschaftskrisen immer konsequent auf die Herstellung hochwertiger Tuchwaren für die Herren-Oberbekleidung konzentriert. 
Bereits früh wurden die Erzeugnisse auch weltweit exportiert. Die Produkte der Firma wurden auf den Weltausstellungen in London 1851 (Great Exhibition, erste Industrieweltausstellung überhaupt), Paris 1855 und Chicago 1893 (World Columbian Exposition) preisgekrönt. 
Nach Ende des Zweiten Weltkriegs und Gründung der DDR blieb die Firma als eine von wenigen Tuchfabriken Crimmitschaus zunächst in privatem Besitz und wurde erst 1972 verstaatlicht. Bis zur Auflösung der DDR 1989 wurden fast alle Produkte von Spengler & Fürst (überwiegend reine Schurwollgewebe) in westliche Staaten exportiert. 
Mit der Wieder-Privatisierung 1990 musste die Firma praktisch ganz von vorne anfangen, produziert aber seit 1991 erneut mit einem modernisierten Maschinenpark (Spulerei, Zwirnerei, Schärerei und Weberei) hochwertige Kammgarngewebe in schwieriger Ausmusterung aus reiner Schurwolle europäischer Garn-Lieferanten und nun zusätzlich Wollmischungen (Trevira/Wolle u. a.). Die bisher fabrikeigene Färberei wurde geschlossen auch die Ausrüstung extern vergeben. Eine Maßkonfektionsschneiderei gehört heute ebenfalls zur Firma.
Heute exportiert die Tuchfabrik Spengler & Fürst hauptsächlich in die alten deutschen Bundesländer, nach Westeuropa und Fernost.
Die Fortführung dieser Produktion ist für die traditionelle Textilstadt Crimmitschau (die deswegen ehemals „Stadt der 100 Schornsteine“ genannt wurde) von besonderer Bedeutung, da nach der Wende diese Textilindustrie fast völlig zusammengebrochen war.
Seit einigen Jahren arbeitet Spengler & Fürst an der Entwicklung wiederverwertbarer Textil-Kunststoff-Verbundmaterialien für den Einsatz in der Automobilausstattung. Das Unternehmen ist daher einer der „Industriepartner“ der Professur Fördertechnik am Institut für allgemeinen Maschinenbau und Kunststofftechnik der Fakultät Maschinenbau der Technischen Universität Chemnitz. Außerdem ist es Partner und Sponsor des Fachbereichs Angewandte Kunst Schneeberg, Studiengang Textildesign, der Westsächsischen Hochschule Zwickau (FH).
Standort der Firma in Crimmitschau ist die nach dem Firmengründer benannte Carl-Spengler-Straße.